# Посольство Украины в ЮАР
Посольство Украины в Южно-Африканской Республике (укр. Посольство України в Південно-Африканській Республіці) — дипломатическая миссия Украины в Южно-Африканской Республике. Находится в Претории.

## Задание посольства
Основная задача Посольства Украины в Претории — представлять интересы Украины, способствовать развитию политических, экономических, культурных, научных и других связей, а также защищать права и интересы граждан и юридических лиц Украины, находящихся на территории Южно-Африканской Республики, Намибии, Замбии, Зимбабве, Ботсваны, Лесото, Маврикия, Мадагаскара и Эсватини.
Посольство способствует развитию межгосударственных отношений между Украиной и Южно-Африканской Республикой на всех уровнях. Обеспечивает гармоничное развитие взаимных отношений. А также занимается сотрудничеством и вопросами, представляющими взаимный интерес. Посольство также служит консульством.

## История дипломатических отношений
После провозглашения независимости Украиной 24 августа 1991 года Южно-Африканская Республика признала независимость Украины 14 февраля 1992 года. 16 марта 1993 года были установлены дипломатические отношения между Украиной и ЮАР. Посольство Украины в ЮАР работает с августа 1994 года.

## Руководители дипломатической миссии
- Гурьянов Леонид Николаевич (2 ноября 1995 — 12 ноября 1999)[2][3]
- Турянский Игорь Мефодиевич (20 декабря 2000 — 26 декабря 2003)[4][5]
- Скуратовский Михаил Васильевич (26 декабря 2003 — 14 июня 2006)[6][7]
- Самойлова Лилия Ивановна (8 сентября 2007 — 16 июля 2008) временный поверенный
- Гребенюк Валерий Николаевич (17 марта 2008 — 19 марта 2014)[8][9]
- Буркат Евгений Валерьевич (20 августа 2014 — 13 июня 2017)[10][11]
- Абравитова Любовь Александровна (13 июня 2017 — 2 декабря 2018) временная поверенная
- Кузьмич Тарас Александрович (2 декабря 2018 — 19 июля 2019)[12][13]
- Абравитова Любовь Александровна (14 апреля 2020 — 21 июля 2025)[14][15]
- Щерба Александр Васильевич (с 21 июля 2025)[16]